# Oliarus liberiana
Oliarus liberiana är en insektsart som beskrevs av Van Stalle 1987. Oliarus liberiana ingår i släktet Oliarus och familjen kilstritar. Inga underarter finns listade i Catalogue of Life.